# Bunchosia pallescens
Bunchosia pallescens là một loài thực vật có hoa trong họ Malpighiaceae. Loài này được Skottsb. mô tả khoa học đầu tiên năm 1901.